# Symplocaceae
Famille
Classification APG III (2009)
Les Symplocaceae (les Symplocacées en français) sont une famille de plantes à fleurs dicotylédones de l'ordre des Ericales, selon la classification phylogénétique, qui comprend environ 320 espèces du genre Symplocos, auquel l'ancien genre Cordyloblaste a été amalgamé. Ce sont des arbres ou des arbustes à feuilles persistantes largement répandus dans les zones tropicales mais absents d'Afrique.

## Étymologie
Le nom vient du genre type Symplocos, dérivé du grec συμπλοκή / symploke, « union ; liaison », en référence aux étamines fusionnées de la fleur.

## Classification
La classification phylogénétique place cette famille dans l'ordre des Ericales.

## Liste des genres
Selon Angiosperm Phylogeny Website (12 nov. 2015), DELTA Angio (12 nov. 2015) et NCBI (12 nov. 2015) :
- Cordyloblaste Moritzi
- Symplocos Jacquin

Selon ITIS (12 nov. 2015) :
- Symplocos Jacq.

## Liste des espèces
Selon NCBI (30 Jun 2010) :
- genre Symplocos
  - Symplocos adenophylla
  - Symplocos adenopus
  - Symplocos aenea
  - Symplocos anomala
  - Symplocos arborea
  - Symplocos austin-smithii
  - Symplocos austromexicana
  - Symplocos austrosinensis
  - Symplocos berteroi
  - Symplocos bicolor
  - Symplocos bogotensis
  - Symplocos boninensis
  - Symplocos botryantha
  - Symplocos breedlovei
  - Symplocos brenesii
  - Symplocos caerulescens
  - Symplocos aff. caerulescens 445
  - Symplocos candelabra
  - Symplocos caudata
  - Symplocos celastrifolia
  - Symplocos celastrinea
  - Symplocos chinensis
  - Symplocos citrea
  - Symplocos coccinea
  - Symplocos cochinchinensis
  - Symplocos confusa
  - Symplocos congesta
  - Symplocos coreana
  - Symplocos coriacea
  - Symplocos costaricana
  - Symplocos costata
  - Symplocos crenata
  - Symplocos dolichotricha
  - Symplocos domingensis
  - Symplocos dryophila
  - Symplocos ernestii
  - Symplocos euryoides
  - Symplocos falcata
  - Symplocos ferruginea
  - Symplocos formosana
  - Symplocos fuscata
  - Symplocos glaberrima
  - Symplocos glandulifera
  - Symplocos glauca
  - Symplocos glomerata
  - Symplocos grandis
  - Symplocos groffii
  - Symplocos guadeloupensis
  - Symplocos hartwegii
  - Symplocos heishanensis
  - Symplocos henschelii
  - Symplocos hintonii
  - Symplocos hookeri
  - Symplocos itatiaiae
  - Symplocos kawakamii
  - Symplocos kleinii
  - Symplocos konishii
  - Symplocos kuroki
  - Symplocos laeteviridis
  - Symplocos lanata
  - Symplocos lanceolata
  - Symplocos lancifolia
  - Symplocos laurina
  - Symplocos limoncillo
  - Symplocos liukiuensis
  - Symplocos longipes
  - Symplocos macrophylla
  - Symplocos martinicensis
  - Symplocos matudae
  - Symplocos micrantha
  - Symplocos microstyla
  - Symplocos migoi
  - Symplocos modesta
  - Symplocos mollifolia
  - Symplocos aff. munda 442
  - Symplocos myrtacea
  - Symplocos nakaharae
  - Symplocos nana
  - Symplocos nitens
  - Symplocos nokoensis
  - Symplocos okinawensis
  - Symplocos organensis
  - Symplocos ovatilobata
  - Symplocos panamensis
  - Symplocos paniculata
  - Symplocos pendula
  - Symplocos pentandra
  - Symplocos pergracilis
  - Symplocos persistens
  - Symplocos phaeoclados
  - Symplocos phyllocalyx
  - Symplocos pilosa
  - Symplocos poilanei
  - Symplocos povedae
  - Symplocos prunifolia
  - Symplocos pseudobarberina
  - Symplocos pycnantha
  - Symplocos pyrifolia
  - Symplocos quitensis
  - Symplocos reflexa
  - Symplocos sawafutagi
  - Symplocos serrulata
  - Symplocos setchuensis
  - Symplocos sonoharae
  - Symplocos speciosa
  - Symplocos spectabilis
  - Symplocos stellaris
  - Symplocos striata
  - Symplocos sulcinervia
  - Symplocos sumuntia
  - Symplocos tacanensis
  - Symplocos tanakae
  - Symplocos tanakana
  - Symplocos tenuifolia
  - Symplocos tetragona
  - Symplocos theophrastifolia
  - Symplocos tinctoria
  - Symplocos tortuosa
  - Symplocos tribracteolata
  - Symplocos tricoccata
  - Symplocos uniflora
  - Symplocos variabilis
  - Symplocos verrucisurcula
  - Symplocos viridissima
  - Symplocos wikstroemiifolia
  - Symplocos zizyphoides